# Bartolomeo Blanche Espejo

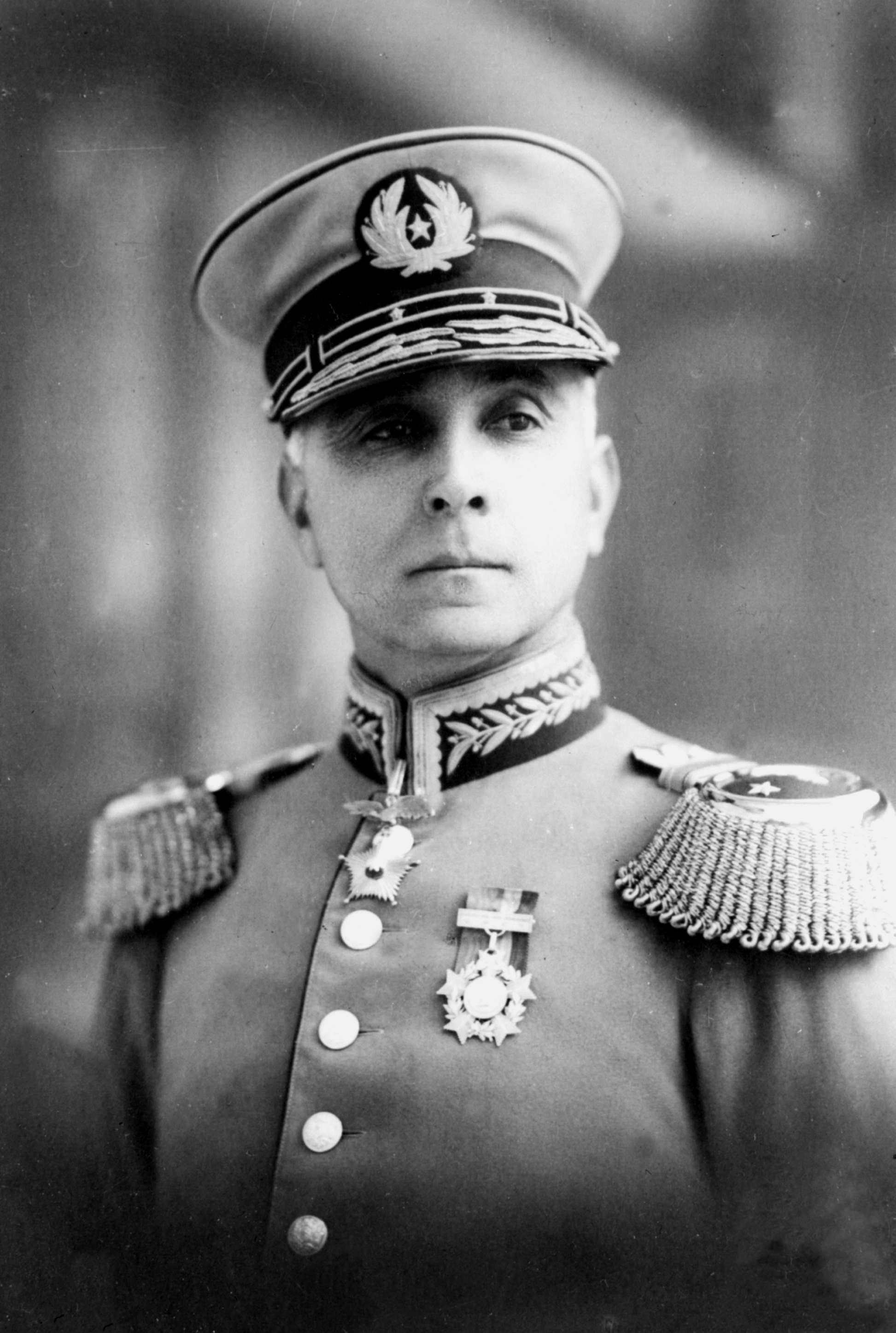
Bartolomeo Blanche Espejo

Bartolomeo Blanche Espejo, auch Bartolomé Blanche Espejo (* 6. Juni 1879 in La Serena; † 10. Juni 1970) war ein chilenischer Militär und Politiker. Im Herbst 1932 amtierte er für drei Wochen übergangsweise als Präsident seines Landes.
Nach dem Schulbesuch in seiner Heimatstadt trat Blanche als Kadett in die Militärschule (Escuela Militar) ein und verfolgte eine Offizierslaufbahn. Ein längerer Auslandsaufenthalt führte ihn 1909 nach Deutschland, wo er an die Kavallerieschule in Hannover beordert wurde. 1927 erreichte er den Grad eines Generals der chilenischen Armee.
Unter der Militärdiktatur von Carlos Ibáñez del Campo bekleidete Blanche das Amt des Kriegsministers. Nach dem Sturz der „Sozialistischen Republik“ von Juan Esteban Montero Rodríguez und den Wirren der Aufstände und Staatsstreiche des Jahres 1932 machte ihn Carlos Dávila Espinoza zum Innenminister und übergab ihm am 13. September provisorisch die Amtsgeschäfte des Präsidenten. Blanche blieb nur drei Wochen im Amt, ernannte den Vorsitzenden des Obersten Gerichtshofes, Abraham Oyanedel Urrutia, zu seinem Vize-Präsidenten und trat am 2. Oktober 1932 zurück. Blanche schaffte es, die Streitkräfte Chiles, die in Antofagasta und Concepción wieder kurz vor dem Staatsstreich standen, zu beruhigen und so den Weg für die Präsidentenwahlen vom 30. Oktober 1932 freizumachen, die Chile die Rückkehr zur verfassungsmäßigen Ordnung erlaubten.
| Personendaten    | Personendaten                              |
| ---------------- | ------------------------------------------ |
| NAME             | Blanche Espejo, Bartolomeo                 |
| ALTERNATIVNAMEN  | Blanche Espejo, Bartolomé                  |
| KURZBESCHREIBUNG | chilenischer Politiker und Militäroffizier |
| GEBURTSDATUM     | 6. Juni 1879                               |
| GEBURTSORT       | La Serena                                  |
| STERBEDATUM      | 10. Juni 1970                              |